# Уэксфорд (город)
Уэ́ксфорд (англ. Wexford; ирл. Loch Garman (Лох-Гарман)) — средний портовый город в Ирландии, административный центр одноимённого графства (провинция Ленстер), а также его крупнейший город. Город находится в юго-восточной части страны.
Магистраль N11 и национальная железнодорожная дорога соединяют Уэксфорд с Дублином. Местная железнодорожная станция была открыта 17 августа 1874 года.
Города-побратимы Уэксфорда —  Аннаполис и  Куерон.

## Демография
Население — 18 163 человека (по переписи 2006 года). В 2002 году население составляло 17 235 человек. При этом, население внутри городской черты (legal area) было 8854, население пригородов (environs) — 9309.
Данные переписи 2006 года:
| Общие демографические показатели |               |                               |                               |      |      |
| Всё население                    | Всё население | Изменения населения 2002—2006 | Изменения населения 2002—2006 | 2006 | 2006 |
| 2002                             | 2006          | чел.                          | %                             | муж. | жен. |
| 17 235                           | 18 163        | 928                           | 5,4                           | 8976 | 9187 |

В нижеприводимых таблицах сумма всех ответов (столбец «сумма»), как правило, меньше общего населения населённого пункта (столбец «2006»).
| Религия (Тема 2 — 5 : Число людей по религиям, 2006) |             |                |             |            |        |        |
| Католики, чел.                                       | Католики, % | Другая религия | Без религии | не указано | сумма  | 2006   |
| 16 116                                               | 88,7        | 983            | 818         | 246        | 18 163 | 18 163 |

| Этно-расовый состав (Этничность. Тема 2 — 3 : Постоянное население по этническому или культурному происхождению, 2006) |            |              |                           |        |        |            |        |        |
| Белые ирландцы | Лухт-шулта | Другие белые | Негры или чёрные ирландцы | Азиаты | Другие | Не указано | сумма  | 2006   |
| 15 630 | 85         | 1586         | 93                        | 156    | 202    | 228        | 17 980 | 18 163 |
| Доля от всех отвечавших на вопрос, %                                                                                   |            |              |                           |        |        |            |        |        |
| 86,9 | 0,5        | 8,8          | 0,5                       | 0,9    | 1,1    | 1,3        | 100    | 99,01  |

1 — доля отвечавших на вопрос о языке от всего населения.
| Владение ирландским языком (Тема 3 — 1 : Число людей от 3 лет и старше по способности говорить по-ирландски, 2006) |        |            |        |        |
| Владеете ли Вы ирландским языком?                                                                                  |        |            |        |        |
| Да | Нет    | Не указано | сумма  | 2006   |
| 5817 | 11 253 | 331        | 17 401 | 18 163 |
| Доля от всех отвечавших на вопрос о языке, %                                                                       |        |            |        |        |
| 33,4 | 64,7   | 1,9        | 100    | 95,81  |

1 — доля отвечавших на вопрос о языке от всего населения.
| Использование ирландского языка (Тема 3 — 2 : Говорящие по-ирландски от 3 лет и старше по частоте использования ирландского языка, 2006) |                                                            |                                               |                                               |                                               |                                               |                                               |       |                                     |        |
| Как часто и где Вы говорите по-ирландски?                                                                                                |                                                            |                                               |                                               |                                               |                                               |                                               |       |                                     |        |
| ежедневно, только в образовательных учреждениях                                                                                          | ежедневно, как в образовательных учреждениях, так и вне их | в других местах (вне образовательной системы) | в других местах (вне образовательной системы) | в других местах (вне образовательной системы) | в других местах (вне образовательной системы) | в других местах (вне образовательной системы) | сумма | всего, отвечавших на вопрос о языке | 2006   |
| ежедневно, только в образовательных учреждениях                                                                                          | ежедневно, как в образовательных учреждениях, так и вне их | ежедневно                                     | каждую неделю                                 | реже                                          | никогда                                       | не указано                                    | сумма | всего, отвечавших на вопрос о языке | 2006   |
| 1636 | 113                                                        | 118                                           | 314                                           | 1993                                          | 1552                                          | 91                                            | 5817  | 17 401                              | 18 163 |
| Доля от всех отвечавших на вопрос о языке, %                                                                                             |                                                            |                                               |                                               |                                               |                                               |                                               |       |                                     |        |
| 9,4 | 0,6                                                        | 0,7                                           | 1,8                                           | 11,5                                          | 8,9                                           | 0,5                                           | 33,4  | 100                                 |        |

| Типы частных жилищ (Тема 6 — 1(a) : Число частных домовладений по типу размещения, 2006) |          |         |                 |            |       |        |
| Отдельный дом                                                                            | Квартира | Комната | Переносные дома | не указано | сумма | 2006   |
| 5993                                                                                     | 817      | 42      | 2               | 128        | 6982  | 18 163 |

## История

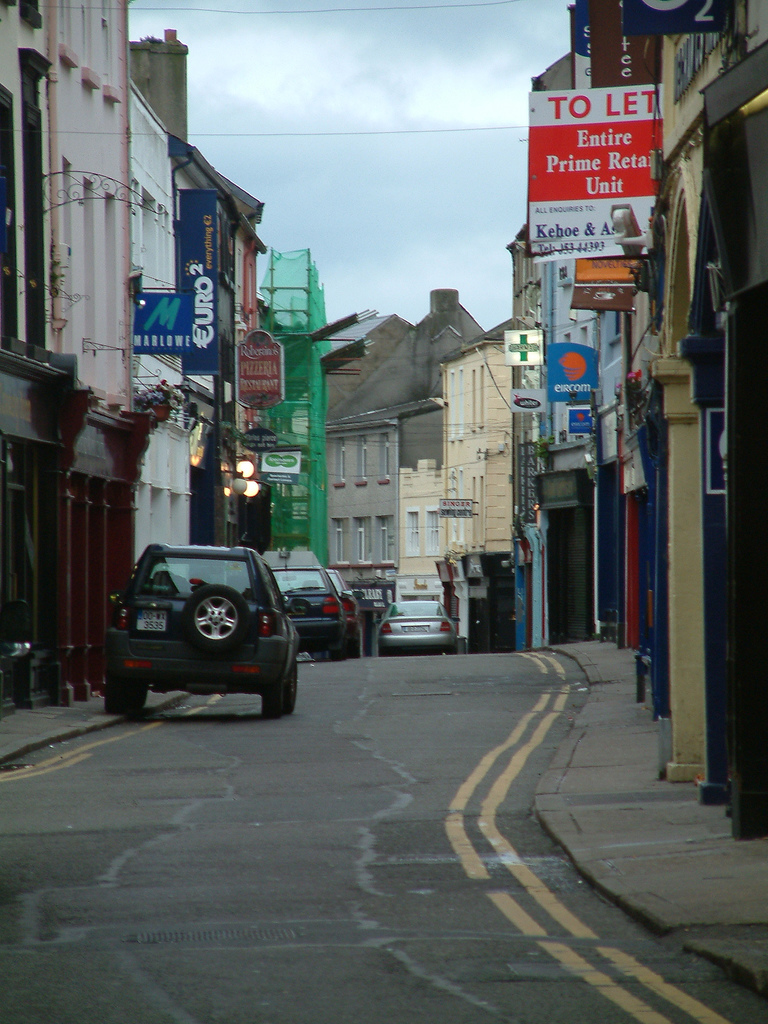

Первым официальным источником, указывающим на существование в данном месте поселения под названием Менапея, является карта Птолемея (II в.н. э.), название происходит от имени одного из бельгийских племён, устроивших здесь свою пристань для торговли с историческими ирландцами. У самих ирландцев вплоть до первых нападений викингов оно называлось Лоу Гарман, с их завоеванием появилось современное название. Власть захватчиков длилась около двух веков. Уже в 1169 город был захвачен англо-норманнскими войсками под предводительством Роберта Фитцстефана. С того момента периодически был местом военных противостояний между ирландцами и англичанами, а в 1649 население города было вырезано войсками Кромвеля.